# Yutaka Demachi
Yutaka Demachi (jap. 出町 豊 Demachi Yutaka; ur. 17 lutego 1935) – japoński siatkarz, medalista igrzysk olimpijskich i igrzysk azjatyckich.

## Życiorys
Demachi wraz z reprezentacją Japonii zdobył 3 złote medale igrzysk azjatyckich, jeden w 1958 w Tokio oraz dwa w 1962 w Dżakarcie w odmianie 6– i 9–osobowej. Wystąpił na igrzyskach olimpijskich 1964 odbywających się w Tokio. Zagrał wówczas we wszystkich dziewięciu meczach olimpijskiego turnieju, a jego zespół po siedmiu zwycięstwach i dwóch porażkach zajął 3. miejsce.
Jest absolwentem Uniwersytetu Meiji.